# José Manuel Barreiro
José Manuel Barreiro Fernández (Lugo, 18 de septiembre de 1957) es un político español, actualmente senador por el Partido Popular.

## Biografía
Barreiro es militante del Partido Popular, diputado en el Parlamento de Galicia (1997-2007), diputado de la Diputación de Lugo (2007-), senador por la provincia de Lugo (2008-), presidente provincial del PP (2002-) y vicepresidente de la ejecutiva gallega del partido (2006-).
Está casado y tiene dos hijas. Se licenció en 1983 en Ciencias Económicas y Empresariales, disciplina en la que es doctor y catedrático de Universidad.
En 1995 se inició en política. Ese año, se convirtió, apadrinado por Francisco Cacharro Pardo, en concejal del PP en Lugo, en la candidatura que encabezó Joaquín García Díez en las elecciones municipales. Es la primera vez que logra una mayoría absoluta para el PP y él se ocuparía del área de Economía.
En las elecciones municipales de 1999 renunció a su puesto en el ayuntamiento, para centrarse única y exclusivamente en su labor parlamentaria. 
El 21 de enero de 2003, Manuel Fraga le nombró consejero de Medio Ambiente y Desarrollo Sostenible, en plena crisis del Prestige. El 10 de septiembre de 2004 es designado vicepresidente segundo de la Junta de Galicia. En las elecciones autonómicas de 2005 encabeza por primera vez la candidatura del PP en Lugo. A pesar de haber sido el partido más votado, el Partido Popular perdería el Gobierno de la Junta, debido a la pérdida (por un solo escaño) de la mayoría absoluta combinada con la posterior coalición entre PSdeG-PSOE y BNG. Consecuentemente, cesaría en sus funciones de consejero en el mes de agosto de ese mismo año. 
A principios de 2006 compitió con Alberto Núñez Feijoo para ser el sucesor de Fraga en el PPdeG. Resulta perdedor, pero queda de vicepresidente. En julio de 2006 es nombrado candidato a la presidencia de la Diputación de Lugo en las elecciones municipales de 2007. En las elecciones generales de 2008 es elegido senador por la provincia de Lugo, cargo que renueva en las elecciones generales de 2011. Ese mismo año se convierte además en portavoz del Partido Popular en el Senado, hasta julio de 2018 cuando Pablo Casado Blanco, nuevo presidente del Partido Popular, decidió nombrar a Ignacio Cosidó.

## Cargos desempeñados
- Concejal del Ayuntamiento de Lugo (1995-1999).
- Diputado del Parlamento de Galicia (1997-2007).
- Presidente del PP de Lugo (Desde 2002).
- Consejero de Medio Ambiente de la Junta de Galicia (2003-2005).
- Vicepresidente segundo de la Junta de Galicia (2004-2005).
- Senador por la provincia de Lugo (Desde 2008).
- Portavoz del Grupo Popular en el Senado (2011-2018).